# Gary Ablett
Gareth Ian Ablett (Liverpool, 19 novembre 1965 – Tarleton, 1º gennaio 2012) è stato un calciatore e allenatore di calcio inglese, di ruolo difensore.
È stato l'unico giocatore ad aver vinto la FA Cup con entrambe le squadre di Liverpool, il Liverpool (nel 1989) e l'Everton (nel 1995).
A livello di Nazionale, ha giocato una volta nell'Inghilterra under 21 nel 1988 nella gara di ritorno della semifinale del campionato europeo di calcio Under-21 1988 contro la Francia under 21 ed una volta nella formazione B dell'Inghilterra nel 1990 contro l'Algeria.
È morto il 1º gennaio 2012 a causa di un linfoma non Hodgkin, dopo una battaglia durata 16 mesi contro questa malattia.

## Palmarès
Campionato inglese: 2 
Liverpool: 1987-1988, 1989-1990
 Coppa d'Inghilterra: 2 
Liverpool: 1988-1989
Everton: 1994-1995
 Charity Shield: 4 
Liverpool: 1988, 1989, 1990
Everton: 1995